# Grozný
Grozný (čečensky Соьлжа-ГӀала, rusky Грозный, Groznyj) je hlavní město Čečenské autonomní republiky Ruské federace. Žije zde přibližně 292 tisíc obyvatel. Město bylo založeno jako ruská vojenská pevnost v roce 1818, během expanze Ruského impéria do Střední Asie.

## Geografie
Grozný byl vybudován v Čečenské neboli též Grozněnské rovině na březích řeky Sunžy (odtud i jeho čečenský název Соьлжа-ГӀала, česky „Město na Sunže“). Čečenská rovina, na jejímž území žije většina obyvatel Čečenska, je na severu ohraničena Těrským, Sunženským a Grozněnským hřebenem, na západě Nazraňskou vrchovinou, na východě Gudermeským hřebenem a na jihu tzv. Černými horami – severním předhůřím Velkého Kavkazu. Grozný je vzdálen od Moskvy 2007 km jižním směrem.

## Podnebí
Klima v oblasti Grozného má kontinentální charakter s vcelku mírnými zimami a dlouhým horkým létem. Jelikož město není chráněno před severními větry, může docházet i k větším poklesům teplot, v zimě proto bývají zaznamenány i mrazy pod −20 °C. V letním období, kdy teplota ve městě nezřídka překračuje 35 °C i 40 °C, se srážky vyskytují nepravidelně. Nejvíce srážek připadá na měsíc červen, nejméně na leden.

## Obyvatelstvo
V roce 1994, před začátkem první čečenské války, bylo v Grozném registrováno zhruba 387 500 obyvatel, v průběhu obou čečenských válek tento počet poklesl přibližně na polovinu. V roce 2002 mělo město 210 720 obyvatel., k 1. 1. 2016 se jejich počet zvýšil na 287 410. Z celkového počtu tvoří 93,7 % Čečenci a 3,3 % Rusové, menší počet obyvatel se hlásí k jiným národnostem – ingušské, kumycké, avarské, lezginské, tabasaranské, tatarské a dalším.

## Historie

### Období Kavkazské války
Městoj Groznyj, vybudoval ruský generál Alexej Petrovič Jermolov během Kavkazské války. V letech 1801–1813 se součástí Ruského impéria stalo gruzínské Kartli-Kachetinské carství a některé, převážně ázerbájdžánské, zakavkazské chanáty. Mezi těmito území však zůstala neobsazená oblast severního Kavkazu, jejíž obyvatelstvo, zejména horské kmeny, se odmítalo podvolit ruské nadvládě.
V roce 1816 se stal vrchním velitelem ruských vojenských sil na Kavkaze generál Alexej Petrovič Jermolov, který přišel se zásadní změnou strategie boje s kavkazskými horaly. Místo jednotlivých trestních výprav, které neměly náležitý efekt, prosazoval strategii úplného obklíčení dosud odbojných oblastí. Po dobytí těchto území mělo být jejich ovládnutí zajištěno mj. i zničením zdejších historických sídel a nedobrovolným přesídlením horalů do nížin. Součástí této strategie obklíčení horských oblastí Kavkazu bylo budování posádkových pevností na klíčových místech, střežících přístup do hor.
V roce 1817 zahájil generál Jermolov přesun levého křídla kavkazské linie směrem na jih od řeky Těrek k Sunže. V téže době byl dobudován a silněji opevněn tzv. Nazraňský redut neboli pevnost Nazraň na ingušském území a na středním toku Sunžy byla založena pevnost Pregradnyj Stan.

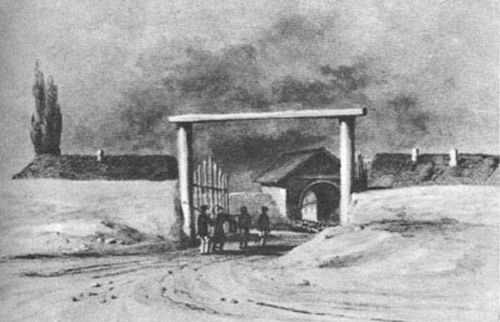
Vjezd do pevnosti Groznaja

Poté následovalo vybudování pevnosti Groznaja (rusky Грозная, což znamená Hrozivá). Pevnost Groznaja byla založena 22. června roku 1818 na místě předtím zlikvidovaných čečenských aulů Kuli-Jurt, Staraja Sunža, Alchan-Ču, Džima-Čečan a Solža-Jurt (na území hlavního města Čečenska se původně nacházelo celkem 20 aulů, které byly zničeny generálem Jermolovem). Místo pro výstavbu pevnosti mělo svůj strategický význam, neboť se nacházelo necelých 7 km od ústí Chankalské soutěsky, skrze niž vedla jedna z přístupových cest do horských oblastí.

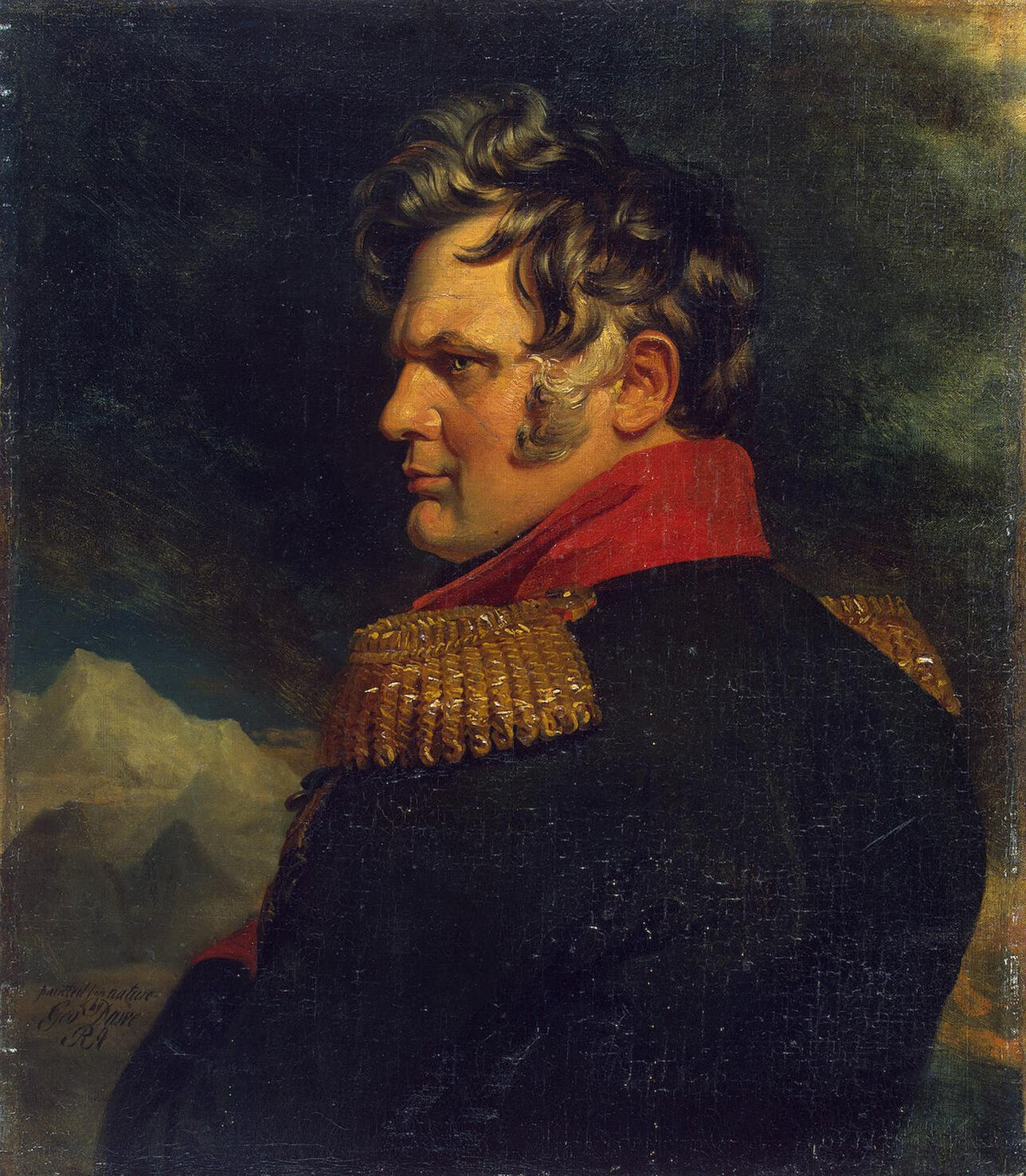
Generál Alexej Petrovič Jermolov

Pevnost, na jejíž budování bylo nasazeno 5000 ruských vojáků, byla dokončena za 4 měsíce. Groznaja byla vybudována na půdorysu pravidelného šestiúhelníku, v jehož rozích byly bastiony, na kterých stála děla. Pevnost byla obklopena 20 metrů širokým příkopem. V roce 1825 začalo kolem pevnosti vyrůstat poměrně málo chráněné předměstí s civilním obyvatelstvem.
Po vybudování Grozné následovala coby pokračování tzv. Sunženské opevněné linie výstavba dvou pevností na dagestánském území – pevnosti Vnězapnaja (rusky Внезапная, tj. Překvapivá, Náhlá) v roce 1819 a v roce 1821 pevnosti Burnaja (Бурная, česky Bouřlivá).
V roce 1840 v Grozném sloužil jako voják v hodnosti poručíka Tenginského pěšího pluku básník Michail Lermontov. V říjnu roku 1850 pevnost navštívil následník trůnu Alexandr Nikolajevič, budoucí ruský car Alexandr II. V letech 1851–1854 pevnost několikrát navštívil mladý hrabě Lev Nikolajevič Tolstoj, který v té době sloužil na Kavkaze.

### Město Grozný
Dne 30. 12. 1869 byl pevnosti a k ní přilehlým sídlům udělen statut města, které bylo přejmenováno na Grozný (Грозный).
Počátkem 90. let 19. století byla v okolí Grozného zahájena těžba ropy a 1. 5. 1893 byla uvedena do provozu větev Vladikavkazské železnice, spojující Groznyj s Beslanem. Grozný se začal bouřlivě rozvíjet a postupně se stával významným průmyslovým centrem celé oblasti. V roce 1914 byl vybudován ropovod Grozný – Petrovsk-Port (Петровск-Порт, pozdější hlavní město Dagestánu Machačkala). Tento ropovod byl prvním zařízením svého druhu na území Ruska.

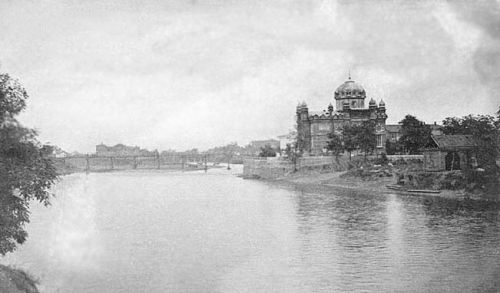
Pohled na Grozný a řeku Sunžu v roce 1910

### Období od roku 1917
Městu Groznému se nevyhnuly události, které následovaly na jaře roku 1917 po vzniku Prozatímní vlády v Rusku. Město bylo zpočátku řízeno tzv. Občanským výborem, později od listopadu 1917 místním sovětem, načež v prosinci Grozný dobyly čečenské oddíly tzv. kavkazské Divoké divize. Jejich vláda byla vzápětí vystřídána Vojensko-revolučním výborem, který byl ustaven v lednu 1918 po dobytí města Rudou armádou. Ten řídil město jen do počátku dubna, kdy Grozný ovládli vojáci Kavkazské dobrovolnické armády generála Vrangela. Definitivně převzali vládu nad městem vojáci Rudé armády v roce 1920 a Čečensko a Ingušsko se poté staly součástí Horské autonomní sovětské socialistické republiky, která vznikla na území bývalé Terské oblasti. Tato Horská SSR byla rozdělena na 7 národnostních okruhů. Grozný se stal hlavním městem Čečenského národnostního okruhu, avšak jen do roku 1922, kdy vznikla Čečenská autonomní oblast. Grozný však její součástí nebyl, neboť mu byl určen vlastní autonomní statut. Součástí Čečenské AO se stal až od 1. 4. 1929. Od 15. 1. 1934 byl Grozný správním střediskem Čečensko-ingušské autonomní oblasti, od 5. 12. 1936 pak hlavním městem Čečensko-ingušské autonomní sovětské socialistické republiky. V letech 1926–1928 byl v Grozném vybudován vodovod.

### Druhá světová válka a deportace
V roce 1942 byly ze skupiny německých armád Jih vyčleněny části, které měly za úkol dobýt ropná ložiska v oblasti Grozného a Baku. Směrem k čečenské metropoli němečtí vojáci postupovali podél železniční tratě Prochladnyj – Grozný. Boje o přístup k městu proběhly zejména v oblasti Malgobeku a Ordžonikidze (Vladikavkazu). Německým silám se nakonec nepodařilo ke Groznému proniknout, před ústupem v říjnu 1942 alespoň rozbombardovaly grozněnská ropná pole, zásobníky s ropou a rafinérie. Během několika dní se však místním hasičům podařilo zvládnout obrovské požáry, při kterých hořela i hladina řeky Sunžy, a dodávky ropy pro sovětskou armádu a válečný průmysl mohly být brzy obnoveny.
Po násilném vysídlení Čečenců a příslušníků dalších kavkazských národů, k němuž došlo koncem února 1944, byl Grozný ustanoven 7. 3. 1944 centrem Grozněnského okruhu Stavropolského kraje. O pouhé dva týdny později, 22. 3. 1944, byl statut města opět změněn a Grozný se stal správním střediskem samostatné Grozněnské oblasti. Po rehabilitaci Čečenců a Ingušů, vysídlených do Kazachstánu, a po jejich návratu do vlasti byl 9. 1. 1957 Grozný ustanoven hlavním městem Čečensko-ingušské autonomní SSR.

### Na přelomu 20. a 21. století

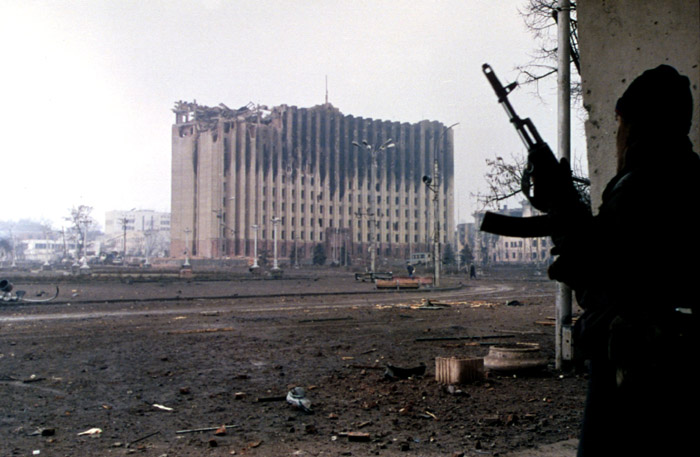
Z bojů poblíž prezidentského paláce, leden 1995

Po rozpadu SSSR Všelidový kongres čečenského národa, jehož předsedou byl Džochar Dudajev, vyhlásil dne 1. 10. 1991 rozdělení Čečensko-Ingušska na Ingušskou republiku a suverénní Čečenskou republiku s hlavním městem Grozným.
Město bylo těžce zasaženo během první a druhé čečenské války. V lednu roku 1995 probíhaly velké boje kolem tzv. prezidentského paláce, budovy bývalého republikového Ústředního výboru Komunistické strany Sovětského svazu. Město, které se v letech 1995–1999 stalo cílem masívních útoků obou bojujících stran, se proměnilo v trosky, střed Grozného byl prakticky zcela zničen.

## Budování moderní metropole

Administrativní okresy města Grozného

Příjetím zákona č. 44 ze dne 27. 6. 2008 o ustanovení samosprávného celku města Groznyj a vymezení jeho hranic byl Parlamentem Čečenské republiky položen základ pro budoucí rozvoj čečenské metropole.
Grozný je rozdělen na 4 základní městské okresy: Zavodskij rajon (Заводской район – 1), Leninskij rajon (Ленинский район – 2), Oktjabrskij rajon (Октябрьский район – 3) a Staropromyslovskij rajon (Старопромысловский район – 4). Každý z těchto okresů je rozčleněn na dalších pět územně-administrativních obvodů (территориально-административный округ – TAO)

### Architektura
Dne 5. 10. 2011 byla dokončena první etapa výstavby obchodního a bytového komplexu Groznyj-City (Грозный-Сити), sestávajícího ze sedmi výškových budov. Součástí komplexu, vybudovaného na ploše 4,5 ha, je 5 obytných domů s celkovým počtem 700 bytů, 30patrová administrativní budova a 28patrový pětihvězdičkový hotel. Dne 3. 4. 2013 v jedné z výškových budov – 145 metrů vysoké čtyřicetiposchoďové věži „Olymp“ ("Олимп") – propukl požár. Podle některých svědectví při výstavbě mrakodrapu byly z úsporných důvodů použity nevhodné stavební materiály, neodpovídající protipožárním předpisům. Ihned po požáru byly zahájeny opravy. Rekonstrukce věže, přejmenované na „Fénix“, byla dokončena již na podzim roku 2013.

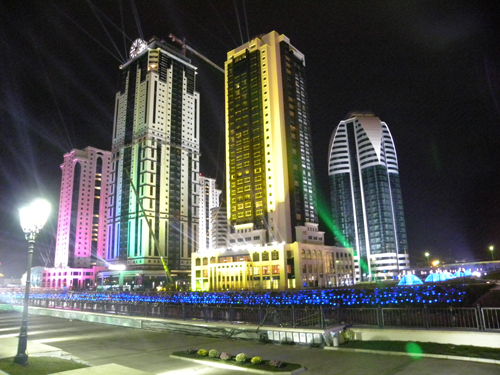
Groznyj-City v noci

Součástí plánů 2. etapy výstavby komplexu Groznyj-City je vybudování 400 metrů vysokého multifunkčního objektu, tzv. Achmat-Tower (Ахмат Тауэр), pojmenované na počest někdejšího čečenského prezidenta Achmata Kadyrova. Výstavba tohoto mrakodrapu, stylizovaného do podoby čečenské středověké obranné věže, který má být jednou z nejvyšších budov v Evropě, byla zahájena v roce 2016.
V letech 2006–2011 byl v Grozném vybudován stadión pro 30 597 diváků „Achmat-Arena“ (úplný název stadiónu je Спорткомплекс имени Ахмат-Хаджи Кадырова). Achmat Arena je domácím hřištěm fotbalového klubu Terek Groznyj.
Podle vzoru istanbulské Modré mešity byla v letech 2006–2008 v centru Grozného na břehu řeky Sunžy postavena v klasickém osmanském stylu mešita „Srdce Čečenska“. Mešita je vybudována na ploše 5000 m² a je jedním z největších islámských svatostánků na světě. Mešita je součástí tzv. Islámského komplexu v Grozném, ke kterému přináleží též Ruská islámská univerzita.
Počínaje rokem 2004 byl v Grozném postupně rekonstruován pravoslavný chrám archanděla Michaela, jehož budova byla silně poškozena během obou čečenských válek.

### Kultura a vzdělání
V Grozném je několik divadelních scén. Mezi přední z nich patří činoherní Grozněnské ruské Lermontovovo divadlo (Грозненский русский драматический театр имени М. Ю. Лермонтова), které má domovskou scénu v nové budově, dokončené v roce 2012. Dále v Grozném působí Čečenské státní Nuradilovovo divadlo (Чеченский государственный драматический театр имени Х. Нурадилова), Čečenské státní divadlo mladého diváka a Čečenské státní divadlo Serlo.

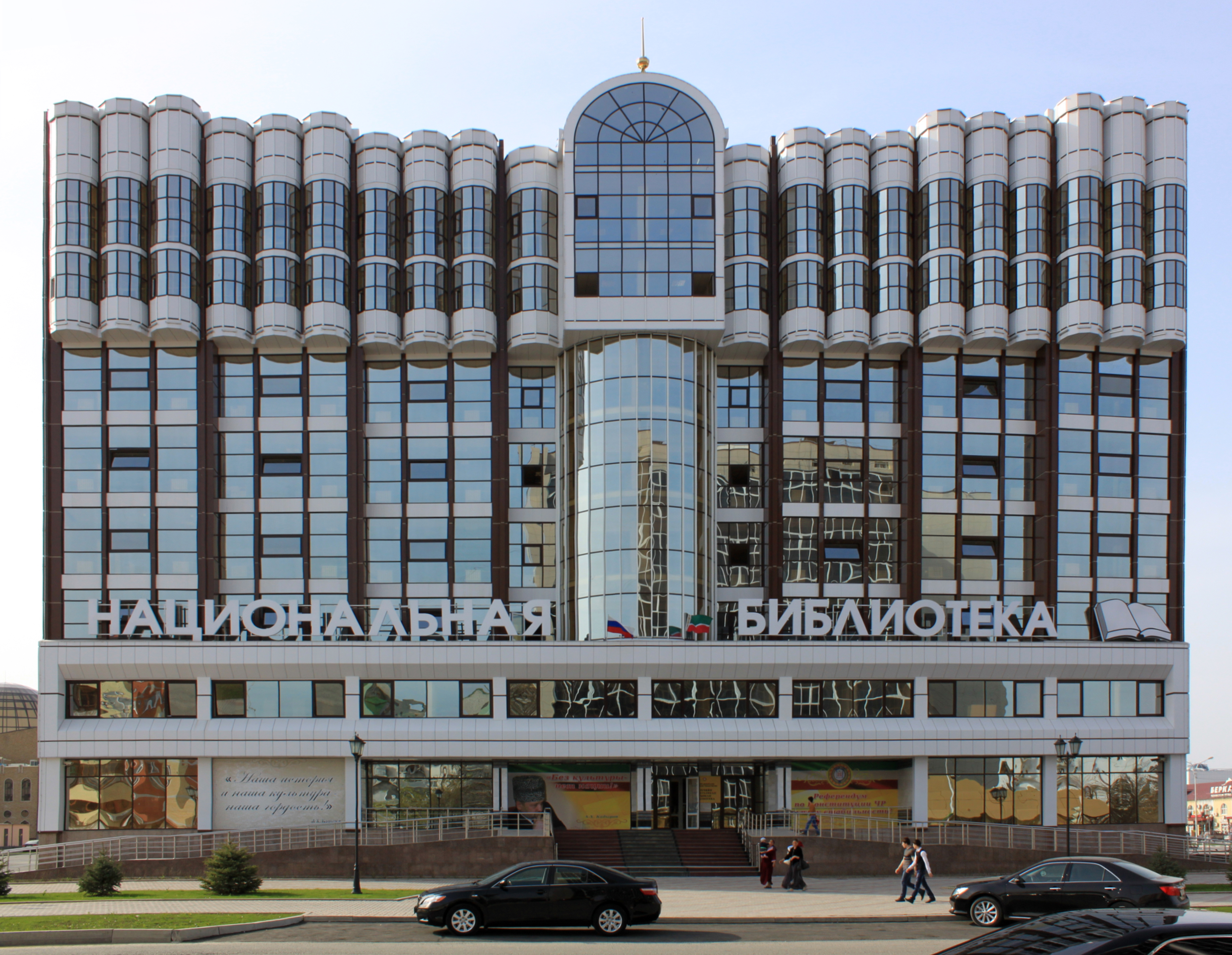
Nová budova čečenské Národní knihovny

V Grozném sídlí Národní knihovna Čečenské republiky a Dětská knihovna Čečenské republiky. Během První čečenské války v letech 1994–1995 byla budova Národní knihovny zcela zničena a veškeré její fondy byly buď spáleny, nebo rozkradeny. Dne 23. 5. 2013 byla slavnostně otevřena nová budova čečenské Národní knihovny. Tento objekt získal první místo v kategorii staveb na festivalu „Tradice a novátorství v architektuře severního Kavkazu“, který se konal v Nalčiku v roce 2013.
V metropoli Čečenska působí Čečenská státní filharmonie, Státní symfonický orchestr Čečenské republiky a soubor „Vajnach“.
Podobný osud jako Národní knihovna mělo i Národní muzeum Čečenské republiky. Jeho budova byla během čečenských válek zničena a fondy muzea byly z 90 % rovněž zničeny nebo zcizeny. V letech, jež následovaly po válce, pracovalo muzeum v provizoriu až do 5. 10. 2012, kdy byla slavnostně otevřena nová budova Národního muzea.
V Grozném působí Čečenská státní univerzita, založená v roce 1938. Čečenská metropole je rovněž sídlem Grozněnské státní technické univerzity ropného průmyslu (Грозненский государственный нефтяной технический университет имени академика М. Д. Миллионщикова), který byl založen v roce 1920, a Čečenského státního pedagogického institutu.

### Průmysl a doprava
Kromě ropného průmyslu působí v čečenské metropoli některé strojírenské závody. Dále je zastoupen elektrotechnický a potravinářský průmysl, energetika a též výroba stavebního materiálu a nábytku.
Veřejná doprava na území města je organizována převážně maršrutkami, jezdícími po určených linkách. Před rokem 1994 bylo v Grozném několik trolejbusových linek. Jejich poválečná obnova byla do roku 2016 ve stadiu přípravy projektové dokumentace. V Grozném bývala též tramvajová síť, budovaná od roku 1932. Tato síť, na níž bylo provozováno 8 tramvajových linek, byla zcela zničena během První čečenské války.
V Grozném jsou čtyři autobusová nádraží, odkud vyjíždějí spoje do měst a obcí v Čečensku i do větších vzdáleností – například do Moskvy, Mineralných Vod, Nalčiku, Astrachaně, Rostova na Donu, Majkopu, Saratova, Stavropolu či Samary. Existuje též mezinárodní autobusová linka Grozný–Baku.
V čečenské metropoli končí železniční trať Gudermes–Grozný. Z nádraží, vybudovaného v roce 1893, vyjíždějí jak příměstské vlaky, tak i dálkové spoje do Moskvy a Volgogradu. Železniční spojení z Grozného do Nazraně nebylo po válce obnoveno.
První letiště bylo v Grozném vybudováno v roce 1938, nové letiště bylo dokončeno v roce 1970. Toto letiště bylo rovněž poškozeno v průběhu válek na přelomu 20. a 21. století.

## Sport
- Terek Groznyj – fotbalový klub

## Významní rodáci
- Anatolij Alexejevič Karacuba (1937–2008), matematik
- Polina Žerebcova (* 1985), protiválečná aktivistka

## Partnerská města
- Severomorsk, Rusko
- Sivas, Turecko